# Maoritenes
Maoritenes là một chi bướm đêm thuộc phân họ Tortricinae của họ Tortricidae.

## Các loài
- Maoritenes cyclobathra (Meyrick, 1907)
- Maoritenes modesta (Philpott, 1930)